# Deewaar – Hölle ohne Wiederkehr
Deewaar (Hindi, f., दीवार, dīvār, Wand, Mauer) ist ein Bollywood-Film über den indisch-pakistanischen Krieg von 1971 und die Flucht aus einem Gefangenenlager. Dieser Film ist nicht zu verwechseln mit Yash Chopras Film Deewaar von 1975 und ist auch keine Neuverfilmung.

## Handlung
Nach dem indisch-pakistanischen Krieg von 1971 ist eine Gruppe von Soldaten um Major Ranvir Kaul in Pakistan in Gefangenschaft geraten. Sie werden von den gegnerischen Bewachern unwürdig behandelt. In ihrer Heimat weiß oder will niemand von ihrem Schicksal wissen. Nur die Ehefrauen um Kauls Frau, die noch immer auf die Rückkehr ihrer Männer hoffen, geben nicht auf. Als einem der Gefangenen die Flucht gelingt, schafft es dieser, einen Brief nach Indien abzusenden. Gaurang, Major Kauls Sohn, macht sich daraufhin nach Pakistan auf, um seinen Vater nach Hause zu holen.
Als er den aus dem Gefangenenlager geflüchteten Khan rettet, eröffnet sich eine Möglichkeit. Wird diese genutzt werden und werden alle Männer Indien erreichen oder vorher sterben?

## Veröffentlichung
Die deutsche Synchronfassung ist seit dem 8. Mai 2008 im Handel.